# 布朗縣 (伊利諾伊州)
布朗縣（英語：Brown County）是美國伊利諾伊州西部的一個縣。面積796平方公里。根據美國2000年人口普查，共有人口6,950人。縣治芒特斯特靈（Mount Sterling）。
成立於1839年2月1日，縣名以紀念1812年戰爭時期將雅各·詹寧斯·布朗。